# Homesick James
James Williamson, John Henderson ou James Williams, dit Homesick James, est un chanteur et un guitariste de blues américain né à Somerville dans le Tennessee probablement le 3 avril 1910 et mort le 13 décembre 2006 à Springfield dans le Missouri.

## Biographie
Il est né à Somerville, dans le Tennessee, fils de Cordellia Henderson et de Plez Williamson Rivers, tous deux musiciens. L'année de sa naissance est incertaine. Il a déclaré qu'il était né en 1905, 1910 ou 1914, alors que ses archives syndicales donnaient 1924.
On sait peu de choses sur sa jeunesse. Il a développé un style de guitare en jouant à des fêtes locales à l'adolescence. Il a prétendu avoir joué avec Yank Rachell, Sleepy John Estes, Blind Boy Fuller et Big Joe Williams, entre autres, et avoir connu Robert Johnson. Il a également prétendu être le cousin plus âgé d'Elmore James, pour avoir acheté à James sa première guitare et lui avoir appris à jouer du slide. Cependant, certaines de ces revendications ne sont pas confirmées.
Au milieu des années 1930, il vivait à Chicago, travaillant avec le groupe d'Horace Henderson au Circle Inn et avec le pianiste Jimmy Walker au Square Deal Club. Il a peut-être enregistré pour la première fois pour RCA Victor en 1937, mais cela n'est pas confirmé et, en 1938, il pourrait avoir commencé à jouer de la guitare électrique. Ses premiers enregistrements connus ont été en 1952 pour Chance Records, enregistrant les titres "Lonesome Ole Train" et "Homesick", qui lui ont donné son nom de scène. À la fin des années 1940 et 1950, il travailla avec Sonny Boy Williamson II (Rice Miller) et avec Elmore James. Au début des années 1950, il travailla dans des groupes tels que Baby Face Leroy Foster, Snooky Pryor, Floyd Jones et Lazy Bill Lucas. Il a été membre du groupe d'Elmore James de 1955 à 1963, contribuant à des titres tels que "Dust My Broom", "The Sky Is Crying" et "Roll and Tumble".
Une de ses propres chansons, "Gotta Move" (également sur Blues on the South Side) a été reprise (comme "Got to Move") par Elmore James et par Fleetwood Mac. Il est mentionné par son nom dans la chanson de 1989 "Fergus Sings the Blues" du groupe de rock écossais Deacon Blue.

## Discographie

### Albums
- 1964 : Blues on the South Side (Prestige/Original Blues)
- 1972 : The Country Blues (Blues On Blues)
- 1973 : Ain't Sick No More (Bluesway)
- 1973 : Homesick James Williamson & Snooky Pryor (Caroline)
- 1976 : Home Sweet Homesick James (Big Bear)
- 1977 : Goin' Back Home (32 Jazz)
- 1979 : Chicago Blues Festival vol.1 (Black and Blue)
- 1980 : Homesick James & Snooky Pryor: Sad and Lonesome (Wolf)
- 1992 : Sweet Home Tennessee (Appaloosa)
- 1994 : Goin' Back in the Times (Earwig)
- 1995 : Got to Move (Trix Records)
- 1997 : Juanita (Appaloosa)
- 1997 : Words of Wisdom (Priority)
- 1998 : Last of the Broomdusters (Fedora)
- 2003 : Homesick James & Snooky Prior : the Big Bear sessions (Sanctuary Records)